# Moreno Argentin
Moreno Argentin (San Donà di Piave, 17 dicembre 1960) è un ex ciclista su strada italiano.
Professionista dal 1980 al 1994 e corridore da corse in linea, fu campione del mondo su strada nel 1986 e quattro volte vincitore della Liegi-Bastogne-Liegi. Vinse inoltre un Giro di Lombardia, un Giro delle Fiandre, tre Freccia Vallone, tredici tappe al Giro d'Italia e due al Tour de France.

## Carriera
Da dilettante vinse corse importanti come la Coppa Adriana (valida come Campionato italiano a squadre con Andrea D'Agaro e Paolo Nascimben) nel 1978, il Piccolo Giro di Lombardia, il Campionato italiano nell'inseguimento a squadre e il Campionato italiano militari nel 1980.
Professionista dal 1980 al 1994, vestì le maglie di Mobili San Giacomo, Sammontana, Sammontana-Bianchi, Gewiss-Bianchi, Ariostea e Mecair/Gewiss. Fu uno specialista delle classiche, aggiudicandosi nove edizioni di prove di grande rilievo, poi inserite nella Coppa del mondo: la Liegi-Bastogne-Liegi per ben quattro volte, di cui tre consecutive (1985, 1986, 1987 e 1991), la Freccia Vallone tre volte (1990, 1991 e 1994), il Giro delle Fiandre 1990 e il Giro di Lombardia 1987. Vinse inoltre il campionato italiano in due occasioni (1983 e 1989), e il Campionato del mondo per professionisti a Colorado Springs nel 1986 precedendo allo sprint Charly Mottet e il gruppo regolato da Giuseppe Saronni.

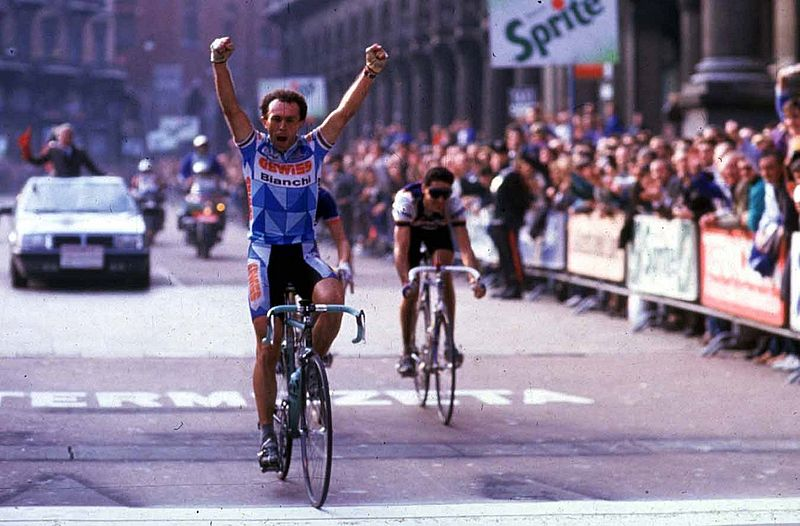
Il trionfo di Argentin al Giro di Lombardia 1987

Una grande delusione della sua carriera è legata alla Milano-Sanremo del 1992. Partito con i favori del pronostico, dopo aver vinto la Settimana Siciliana e aver dimostrato la propria superiorità in salita trionfando in tre tappe consecutive della Tirreno-Adriatico, Argentin sfruttò il lavoro della squadra messasi a completa sua disposizione e, lanciato dal compagno Giorgio Furlan, sferrò una serie di attacchi con cui si sbarazzò della concorrenza. Quando in cima alla salita del Poggio sembrava che avesse ormai la corsa in pugno, Argentin si lanciò nella discesa con eccessiva prudenza e, in vista ormai dell'arrivo, fu raggiunto dall'irlandese Sean Kelly (che si era buttato al suo inseguimento prendendosi molti più rischi) e battuto allo sprint. Tra gli altri piazzamenti nelle gare in linea, un secondo posto alla Parigi-Tours (1985), un secondo al Giro di Lombardia (1981), due secondi alla Freccia Vallone (1985, 1988) e un terzo posto alla Milano-Sanremo (1982).
Uomo da corse di un giorno, seppe comunque essere protagonista anche al Giro d'Italia, vincendo ben tredici tappe in sette edizioni diverse tra il 1981 e il 1994. Nella "Corsa rosa" non si limitò solo alle vittorie di tappa: giunto sul podio nel 1984, alle spalle di Francesco Moser e Laurent Fignon, interpretò magistralmente, da un punto di vista tattico, le edizioni del 1993 e del 1994. Nel Giro 1993, dopo aver vinto la prima tappa e indossato la maglia rosa per dieci giorni, fu essenziale in appoggio al compagno di squadra Pëtr Ugrjumov, che grazie anche al suo lavoro conquistò il secondo posto al Giro mettendo seriamente in crisi Miguel Indurain nella tappa di Oropa. Nell'edizione del 1994 ottenne l'ultima vittoria da professionista imponendosi sul traguardo di Osimo al termine della seconda tappa. Conquistò così la maglia rosa, che mantenne anche nella tappa successiva salvo poi perderla sull'arrivo in salita di Campitello Matese alla quarta tappa, in favore del compagno Evgenij Berzin che poi aiutò nella conquista della vittoria finale di quel Giro, concludendo la corsa in quattordicesima posizione. Anche al Tour de France seppe vincere due tappe, una nel 1990 e una nel 1991, oltre alla cronometro a squadre dell'edizione 1991 con la sua Ariostea.
Al termine del Giro d'Italia 1994 annunciò il proprio ritiro dalle corse. Dopo il ritiro fu per due stagioni, nel 1996 e 1997, direttore sportivo e manager del nuovo team veneto-russo Roslotto-ZG Mobili, affiancando Massimo Ghirotto e Dario Mariuzzo.
Moreno Argentin è uno dei tre ciclisti di ogni tempo ad essere riuscito a vincere nello stesso anno le due classiche monumento forse più dure del panorama internazionale: la Liegi Bastogne Liegi e il Giro di Lombardia. Era il 1987. C'era riuscito Eddy Merckx nel 1971 e nel 1972 e ha centrato la doppietta anche Tadej Pogačar nel 2021 e nel 2024

## Palmarès

### Strada
- 1979 (dilettanti)

Piccolo Giro di Lombardia
- 1980 (dilettanti)

Giro delle Valli Aretine
Coppa Caduti - Puglia di Arezzo
Gran Premio Agostano
Campionati italiani militari, Prova in linea
- 1981 (Sammontana, tre vittorie)

8ª tappa Giro d'Italia (Sala Consilina > Cosenza)
11ª tappa Giro d'Italia (Arezzo > Livorno)
Gran Premio Industria e Commercio di Prato
- 1982 (Sammontana, cinque vittorie)

8ª tappa Giro d'Italia (Taormina > Agrigento)
Gran Premio Industria e Commercio di Prato
3ª tappa Tour de Suisse (Suhr > San Gallo)
Giro di Romagna
Trofeo Matteotti
- 1983 (Sammontana, otto vittorie)

3ª tappa Giro di Sardegna (Siniscola > Arzachena)
2ª tappa Tirreno-Adriatico (Orte > Monte San Pietrangeli)
3ª tappa Tirreno-Adriatico (Grottammare > Paglieta)
7ª tappa Giro d'Italia (Campitello Matese > Salerno)
21ª tappa Giro d'Italia (Arabba > Gorizia)
Gran Premio Città di Camaiore (Valido come Campionato italiano)
Campionati italiani, Prova in linea
Coppa Sabatini
- 1984 (Sammontana, sette vittorie)

2ª tappa Settimana Ciclistica Internazionale
Classifica generale Settimana Ciclistica Internazionale
4ª tappa Giro di Puglia
3ª tappa Giro d'Italia (Bologna > San Luca)
5ª tappa Giro d'Italia (Numana > Blockhaus)
3ª tappa Ruota d'Oro (Lumezzane)
Giro del Veneto
- 1985 (Sammontana, quattro vittorie)

1ª tappa Tirreno-Adriatico (Santa Severa > Arpino)
Liegi-Bastogne-Liegi
Prologo Tour de Romanide (Monthey, cronometro)
Classifica generale Giro di Danimarca
- 1986 (Sammontana, quattro vittorie)

Liegi-Bastogne-Liegi
2ª tappa Settimana Ciclistica Internazionale
13ª tappa Coors Classic
Campionati del mondo, Prova in linea
- 1987 (Gewiss, dieci vittorie)

2ª tappa Vuelta a Andalucía (Adra > Mijas)
2ª tappa Settimana Ciclistica Internazionale (Marsala > Agrigento)
2ª tappa Tirreno-Adriatico (Arpino > Paglieta)
4ª tappa Tirreno-Adriatico (Porto Recanati > Fermo)
Liegi-Bastogne-Liegi
2ª tappa Giro d'Italia (Imperia > Borgotaro)
4ª tappa Giro d'Italia (Camaiore > Montalcino)
7ª tappa Giro d'Italia (Rieti > Roccaraso)
19ª tappa Coors Classic
Giro di Lombardia
- 1988 (Gewiss, tre vittorie)

1ª tappa Critérium International
Giro della Provincia di Reggio Calabria
Giro del Veneto
- 1989 (Gewiss, quattro vittorie)

Prologo Vuelta a Andalucía (Malaga, cronometro)
5ª tappa Settimana Siciliana (Ragalna > Biancavilla)
4ª tappa Arrateko Igoera
Giro dell'Appennino (Valido come Campionato italiano)
- 1990 (Ariostea, cinque vittorie)

Giro delle Fiandre
Freccia Vallone
3ª tappa Tour de France (Poitiers > Nantes)
9ª tappa Tour de Suisse (Lenzerheide > Unterägeri)
Coppa Sabatini
- 1991 (Ariostea, tre vittorie)

Freccia Vallone
Liegi-Bastogne-Liegi
15ª tappa Tour de France (Albi > Ales)
- 1992 (Ariostea, sei vittorie)

4ª tappa Settimana Ciclistica Internazionale (Tindari > Sant'Agata di Militello)
6ª tappa Settimana Ciclistica Internazionale (Palermo > Agrigento)
Classifica generale Settimana Ciclistica Internazionale
5ª tappa Tirreno-Adriatico (Cerro al Volturno > Paglieta)
6ª tappa Tirreno-Adriatico (Paglieta > Monte Conero)
7ª tappa Tirreno-Adriatico (Torre San Patrizio > Montegranaro)
- 1993 (Mecair-Ballan, tre vittorie)

7ª tappa Tour Méditerranéen (Lattes > Marsiglia)
1ª tappa, 1ª semitappa Giro d'Italia (Porto Azzurro > Portoferraio)
13ª tappa Giro d'Italia (Asiago > Corvara in Badia)
- 1994 (Gewiss-Ballan, quattro vittorie)

Freccia Vallone
2ª tappa Giro del Trentino (Trento > Folgarida)
Classifica generale Giro del Trentino
2ª tappa Giro d'Italia (Bologna > Osimo)

#### Altri successi
- 1982 (Sammontana)

Treviso (Criterium)
- 1983 (Sammontana)

San Vendemiano (Circuito)
San Donà di Piave (Circuito)
Livorno (Criterium)
Mussolente (Criterium)
- 1984 (Sammontana)

San Donà di Piave (Circuito)
Quarrata (Criterium)
- 1985 (Sammontana)

San Vendemiano (Circuito)
Scordia (Circuito)
- 1986 (Sammontana)

Bergamo (Criterium)
Curno (Criterium)
- 1987 (Gewiss)

Grazer Altstadt (Criterium)
Bacoli (Criterium)
San Martino Castrozza (Criterium)
San Martino di Lupari (Criterium)
- 1988 (Gewiss)

Biban de Carbonera (Circuito)
- 1991 (Ariostea)

2ª tappa Tour de France (Chassieu, cronosquadre)
2ª prova Gran Premio Sanson (Pieve di Soligo, criterium)
- 1992 (Ariostea)

Warszawa (Criterium)

### Pista
- 1987

Sei giorni di Bassano del Grappa (con Roman Hermann e Danny Clark)

## Piazzamenti

### Grandi Giri
- Giro d'Italia

1981: 43º
1982: 38º
1983: 45º
1984: 3º
1985: non partito (4ª tappa)
1987: 31º
1989: 15º
1993: 6º
1994: 14º
- Tour de France

1990: non partito (6ª tappa)
1991: 59º
1992: ritirato (8ª tappa)
- Vuelta a España

1987: non partito (15ª tappa)

### Classiche monumento
- Milano-Sanremo

1981: ritirato
1982: 3º
1983: 28º
1984: 17º
1985: 26º
1987: ritirato
1988: ritirato
1989: 41º
1990: 4º
1991: ritirato
1992: 2º
1993: ritirato
1994: ritirato
- Giro delle Fiandre

1986: ritirato
1987: 15º
1988: 66º
1990: vincitore
1991: 53º
1992: ritirato
1993: 42º
- Liegi-Bastogne-Liegi

1982: 39º
1985: vincitore
1986: vincitore
1987: vincitore
1988: 12º
1990: 6º
1991: vincitore
1992: ritirato
1993: 5º
1994: 18º
- Giro di Lombardia

1981: 2º
1983: 21º
1985: 30º
1987: vincitore
1990: ritirato

### Competizioni mondiali
- Campionati del mondo

Goodwood 1982 - In linea: 47º
Altenrhein 1983 - In linea: 42º
Barcellona 1984 - In linea: 17º
Giavera del Montello 1985 - In linea: 3º
Colorado Springs 1986 - In linea: vincitore
Villach 1987 - In linea: 2º
Ronse 1988 - In linea: 22º
Chambéry 1989 - In linea: ritirato
Stoccarda 1991 - In linea: ritirato
Benidorm 1992 - In linea: ritirato
Oslo 1993 - In linea: ritirato

## Riconoscimenti
- Memorial Gastone Nencini nel 1980
- Medaglia d'Oro al Valore Atletico nel 1986
- Atena d'Argento nel 1987
- Giglio d'Oro nel 1987
- Premio Grandi Ex dell'Associazione Nazionale Ex Corridori Ciclisti nel 2012